# Paysage aux deux nymphes
Paysage aux deux nymphes est un tableau peint par Nicolas Poussin actuellement conservé au Musée Condé à Chantilly.

## Historique de l'œuvre
Ce tableau est une œuvre de la fin de la vie du peintre, représentant pour seul sujet un paysage, les personnages ne devenant plus que des prétextes. Alors que la peinture de paysage n'est à l'époque qu'un genre mineur, Poussin, pourtant peintre d'histoire, le genre le plus noble, en fait un sujet à part entière. Il s'agit bien évidemment d'un paysage idéalisé et construit. Le tableau semble avoir été peint pour un autre peintre, Charles Le Brun, vers 1659. On retrouve ensuite sa trace dans la collection Radziwiłł, qui le vend en 1866. Acquis par Frédéric Reiset, conservateur du Musée du Louvre, celui le revend en bloc avec sa collection au duc d'Aumale en 1879. Celui place le tableau au milieu des autres tableaux de Poussin dans la grande galerie.

## Sujet et composition
Le tableau représente au premier plan deux femmes à moitié dénudées, l'une vêtue de rouge, l'autre de bleu, regardant un serpent s'attaquant à un oiseau, situé dans la pénombre sur la gauche. Mais cette scène est écrasée par l'importance du paysage, qui occupe la quasi-totalité de la toile. La nature ne laisse en effet que peu de place, pour un homme marchant le long du lac et pour les ruines d'un château, représenté sur le modèle des grandes résidences italiennes, en haut à gauche de la composition.
Selon certaines hypothèses, les deux nymphes représenteraient les deux sources de l'Acqua Claudia, rivière romaine canalisée par l'empereur Claude et le serpent, signe de santé, évoquerait la salubrité des eaux. À l'inverse, on peut voir dans le serpent le symbole du mal face aux deux nymphes symbolisant la vitalité de la nature. Toujours est-il que cette scène anecdotique pour le tableau, ne cache pas le thème principal qui est la nature immuable face à la petitesse de l'homme et de ses œuvres.